# Reichswald

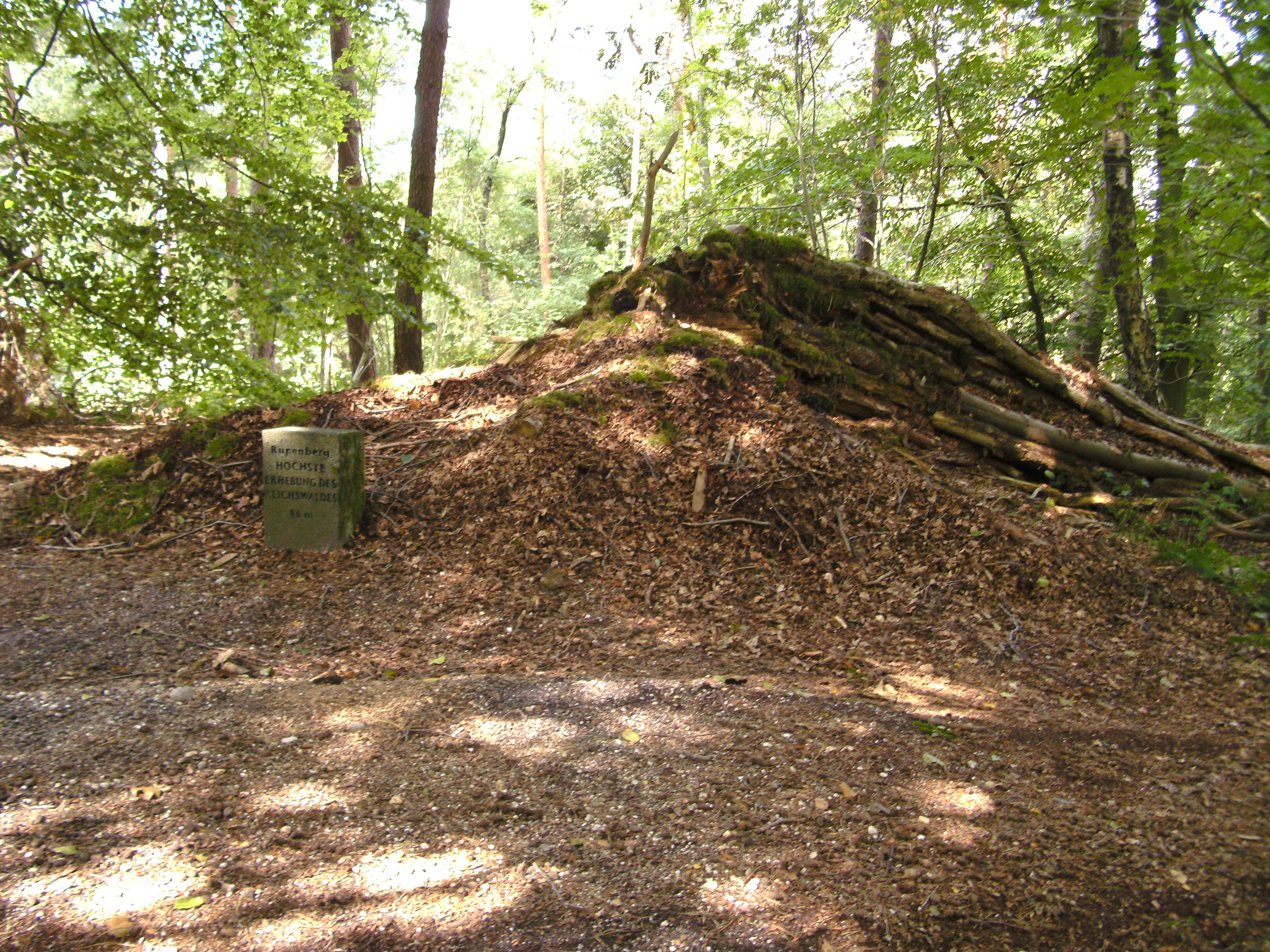
De Rupenberg in augustus 2017

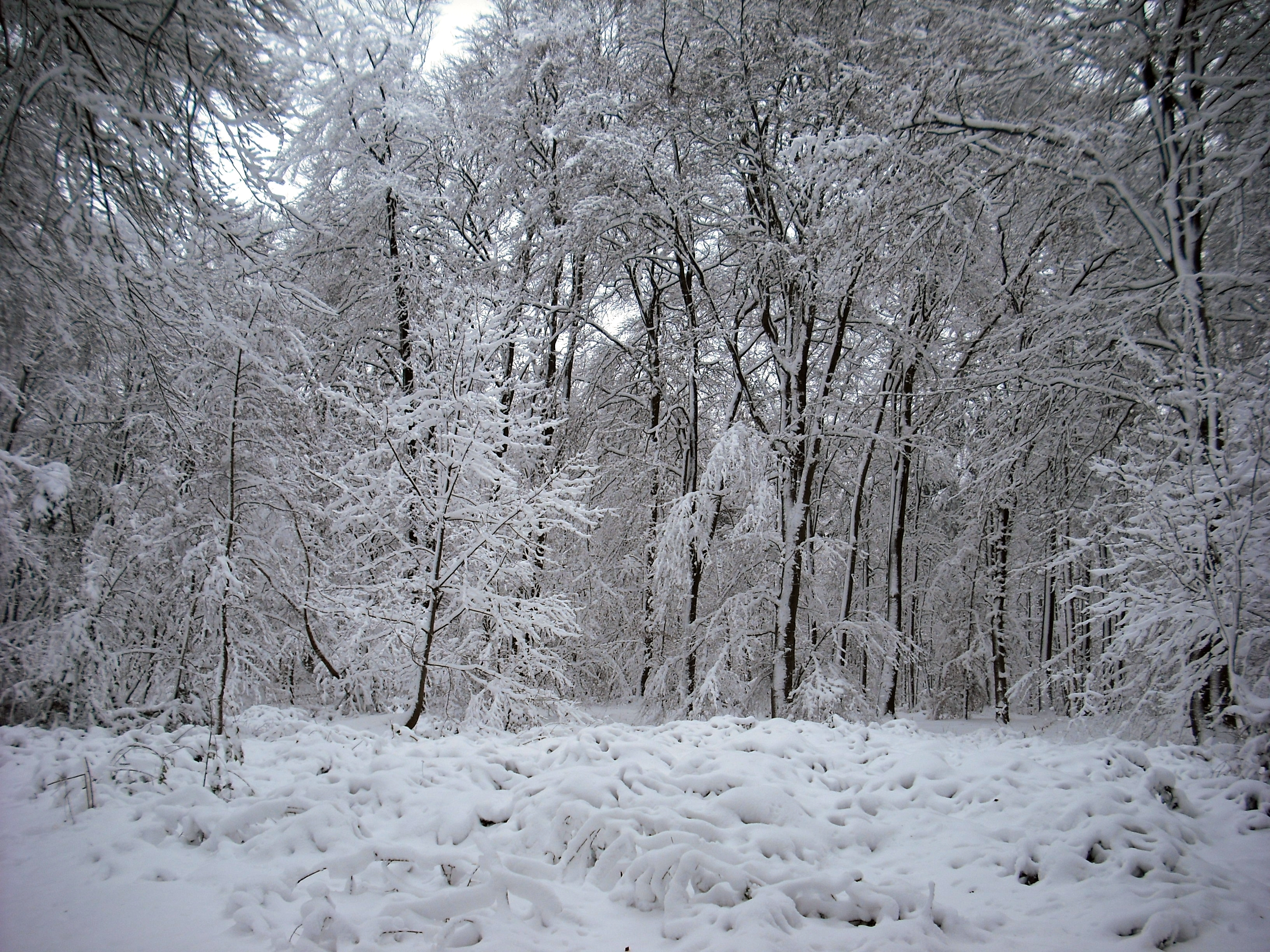
Het Reichswald in het koude seizoen

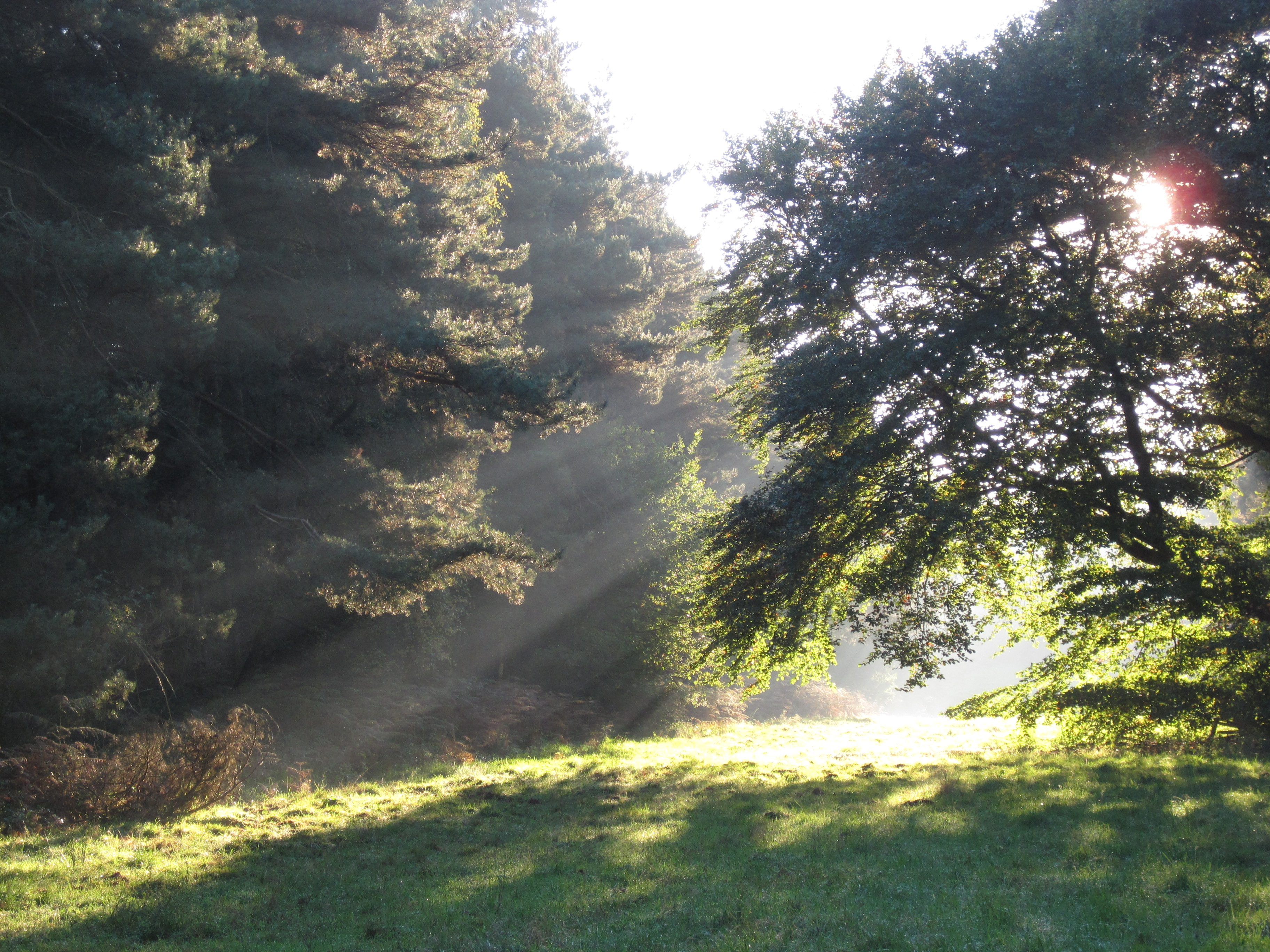
Het Reichswald in het warme seizoen

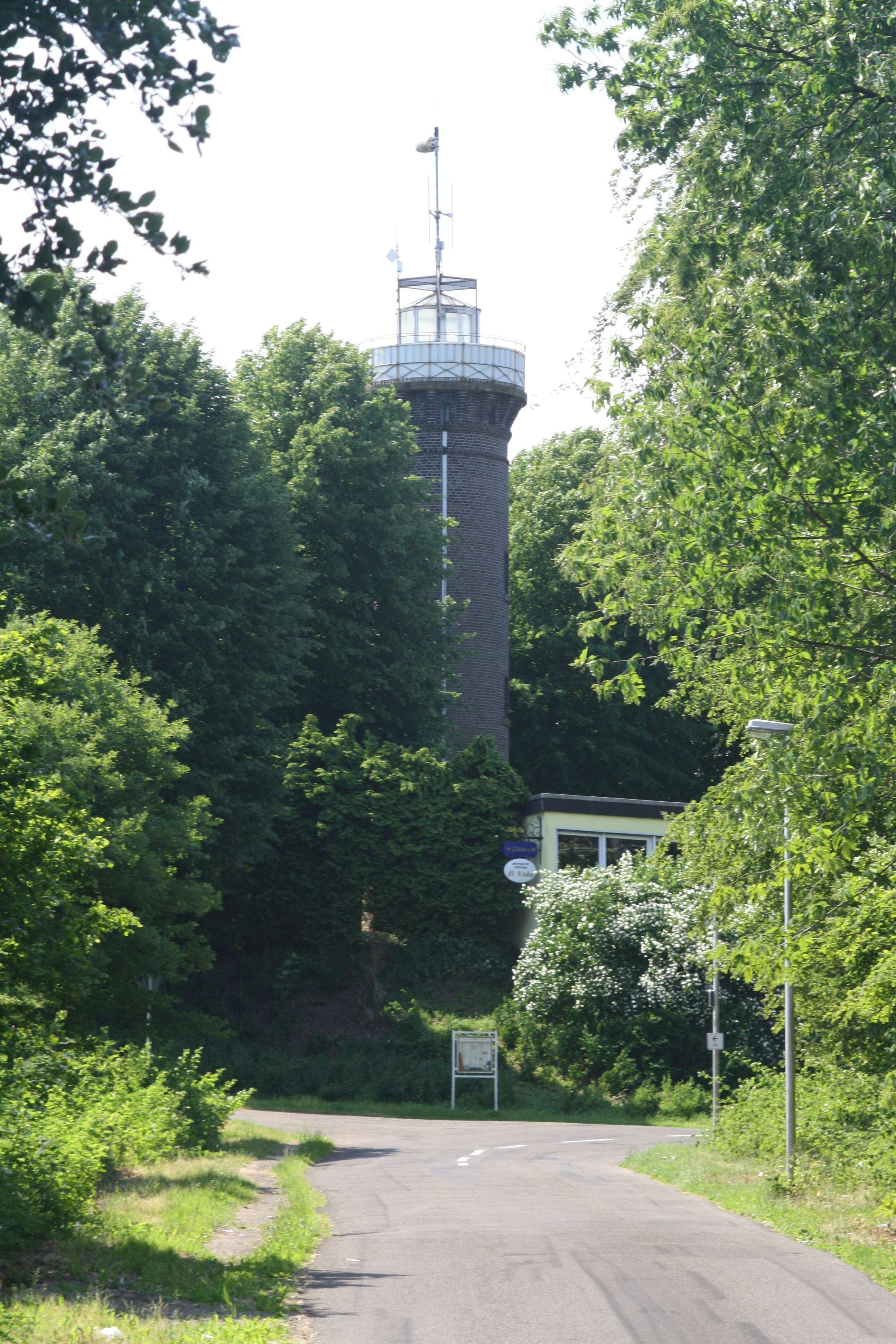
Uitkijktoren Kleverberg

Het Reichswald of Rijkswoud is een glooiend bosgebied tussen Kranenburg, Kleef, Goch en Bedburg-Hau in Noordrijn-Westfalen langs de Nederlandse grens met als hoogste top de 95 meter hoge Rupenberg.
Het heeft een totale oppervlakte van circa 5100 ha en is hiermee het grootste samenhangende natuurgebied in de regio Nederrijn. Het bestaat bijna geheel uit bos en er leven diverse soorten zoogdieren, waaronder edelherten, reeën, wilde zwijnen en dassen. Het bos is doorsneden met kaarsrecht, parallel lopende paden, die een rasterstructuur vormen. Het Reichswald is het Duitse deel van wat vroeger het Ketelwoud (Ketilawald) was. Het hart van het Reichswald bestaat uit het 580 ha grote natuurgebied Geldenberg met daarin twee natuurreservaten van samen 49 ha. Het Reichswald maakt deel uit van de Nederrijnse Heuvelrug.
Binnen het Ketelwaldgebied liggen natuurterreinen van Staatsbosbeheer, Natuurmonumenten, Forstamt Kleve en tal van andere eigenaren. Kort na de millenniumwisseling is een initiatief gestart om de samenwerking tussen boseigenaren te bevorderen. Dat moet resulteren in meer samenhang tussen de verschillende gebieden en meer ruimte voor de natuur in het bos.
Het Reichswald bestaat vooral uit loofbomen met overwegend beuken een aantal kleinere percelen met zomereiken en enkele plekken met naaldbomen. Als bijzondere fauna van het gebied worden genoemd de vogelsoorten wielewaal, wespendief en zwarte specht en de keversoort vliegend hert.

## Ontstaan
Ketelwald is de middeleeuwse benaming van het vroegere aaneengesloten oerbos tussen Nijmegen en Xanten. Aan het eind van de middeleeuwen waren er van dit enorme bos nog maar restanten over. Het grootste daarvan is het Duitse Reichswald dat op grond van zijn ecologische mogelijkheden en ligging het bruggenhoofd naar de Nederlandse kant vormt. 
Het bos werd beheerd door een zogenaamde waldgraaf, die namens de koning zorgde voor de houtinkomsten en een deel van de rechtspraak. Vanaf de 15e eeuw werden de waldgraven benoemd door de hertog van Gelre. Het strategisch gelegen bos dat eeuwenlang afwisselend in bezit was van de hertogen van Gelre en Kleef viel in 1543 definitief uiteen, toen het hertogdom Gelre zijn zelfstandigheid verloor. Het deel rond Nijmegen/Groesbeek werd Bourgondisch rijksbezit en werd voortaan aangeduid als Neder(rijks)wald. Het Reichswald of Ober(reichs)wald was achtereenvolgens bezit van de hertog van Kleef, de keurvorsten van Brandenburg, de koning van Pruisen en daarna van Pruisen en Noordrijn-Westfalen.
De naam Reichswald is tot op de dag van vandaag blijven bestaan. Anders ging het aan de Nederlandse kant. De benaming Nederrijkswald is verloren gegaan, omdat het bos in de 19e eeuw werd opgesplitst en in delen verkocht.

## Tweede Wereldoorlog
In februari en maart 1945 vond in het bos een belangrijk gedeelte van Operatie Veritable plaats. Door de grote verliezen die daarbij plaatsvonden, is in het bos het Reichswald Forest War Cemetery opgericht. Deze militaire begraafplaats is de grootste van alle Commonwealth begraafplaatsen in Duitsland. Een begraafplaats voor gevallenen aan Duitse zijde ligt op het terrein van de LVR-Klinik Bedburg-Hau.
Na de Tweede Wereldoorlog werden grote stukken bos gerooid om plaats te maken voor de dorpen Reichswalde en Nierswalde.